# Coelioxys novomexicana
Coelioxys novomexicana är en biart som beskrevs av Cockerell 1909. Coelioxys novomexicana ingår i släktet kägelbin, och familjen buksamlarbin. Inga underarter finns listade i Catalogue of Life.